# Операција Прача ’93
Операција Прача 93 је операција покренута од стране ВРС ради елиминисање АРБиХ из регије Рудог и Вишеграда и био је одговор за напад на Вишеград од стране АРБиХ. Положај Вишеграда био је незгодан због артиљеријских напада АРБиХ. ВРС је одлучила да изврши посљедњу офанзиву за сигурност Вишеграда, чиме би одбацила АРБиХ из околине Вишеграда и све до околине Горажда. На крају је ВРС избила до ријеке Праче.

## Ток битке
Да би се Вишеград што пре ставио под сигурну зону команда Дринског корпуса ВРС тражи додатне снаге, те крајем маја на располагању ТГ Вишеград пребачена је 1. Гардијска моторизована бригада, добро доказана у борбама око Сребренице. Нови покушај одбацивања муслиманских снага код Вишеграда је покренут 26. маја када јединице 1., 2. и 5. Подрињске лаке бригаде предвођене пуковником Миленком Лазићем нападају положаје 1. Рогатичке и 1. Вишеградске бригаде АРБиХ. У року од два дана српски борци су сломили муслиманску одбрану југоисточно од Рогатице и 31. маја заузели село Међеђа где је био смештен Штаб АРБиХ, те стигли до предграђа Устипраче. До јуна четири српске бригаде завршавају чишћење територије од остатака непријатељских војника. Нова линија фронта је постављена на реци Прачи и пет километара југоисточно од Рогатице. Следећи задатак ТГ Вишеград је био елиминисање мостобрана АРБиХ на десној обали Дрине, између Горажда и Чајнича. Дио 1. Гардијске моторизоване бригаде и 3. Подрињске лаке бригаде нападају 43. Дринску бригаду АРБиХ, а борбе трају од 2. до 8. јуна. С обзиром на то да су постигнути веома мали напреци, офанзива је обустављена. Руски добровољци су пружали подршку ВРС у борбама против АРБиХ. У офанзиви ВРС, АРБиХ је изгубила око 200 km².